# Tarassona i el Moncayo
Tarassona i el Moncayo és una de les comarques de l'Aragó. És una comarca de la província de Saragossa que limita amb les comarques d'Aranda i de Camp de Borja i amb les províncies de Navarra, Sòria i La Rioja. El seu principal atractiu turístic és el Moncayo, la muntanya més alta de la serralada Ibèrica (2.316 metres). En formen part els municipis d'Alcalá de Moncayo, Añón de Moncayo, El Buste, Los Fayos, Grisel, Litago, Lituénigo, Malón, Novallas, San Martín de la Virgen de Moncayo, Santa Cruz de Moncayo, Tarassona, Torrellas, Trasmoz, Vera de Moncayo i Vierlas.

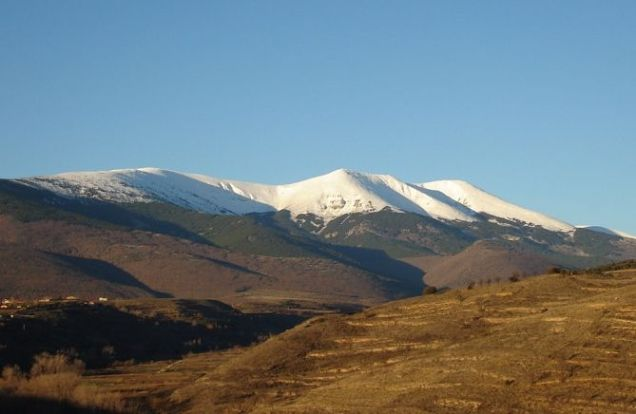
El Moncayo.